# Єлизавета Франциска Австрійська (1892–1930)
Ерцгерцогиня Єлизавета Франциска Марія Кароліна Ігнатія Австрійська (нім. Elisabeth Franziska Maria Karolina Ignatia von Österreich), також Єлизавета Габсбург-Лотаринзька, нім. Elisabeth von Habsburg-Lothringen) та Єлизавета Австро-Тосканська (нім. Elisabeth von Österreich-Toskana; 27 січня 1892 — 29 січня 1930) — ерцгерцогиня Австрійська з династії Габсбургів, донька ерцгерцога Франца Сальватора Австро-Тосканського та ерцгерцогині Марії Валерії Австрійської, дружина графа Георга фон Вальдбурга Зайль та Гогенемс.

## Біографія
Єлизавета народилась 27 січня 1892 року у Відні. Вона стала первістком у родині ерцгерцога Франца Сальватора Австро-Тосканського та його першої дружини Марії Валерії Австрійської, з'явившись на світ за півтора року після їхнього весілля. Хрещеною дівчинки стала бабуся з материнського боку імператриця Єлизавета.
Сімейство згодом поповнилося ще дев'ятьма дітьми, з яких восьмеро вижило. У 1897 році родина оселилася у замку Вальзеє на річці Дунай. Гувернанткою дітей від 1899 року була прихильниця прогресивної освіти та психолог Ельза Келер. Єлизавета із братом Францем Карлом також у 1903—1904 роках навчалися у католицькій гімназії у Відні.
У січні 1911 Єлизавета відвідала перший у своєму життя придворний бал. А вже наступного року вона була заручена із графом Георгом фон Вальдбургом, який був наставником її братів. Альянс був схвалений дідом ерцгерцогині імператором Францем Йозефом, хоча за кілька років перед цим він мав ідею оженити онуку із небожем Карлом. Офіційні заручини пари відбулися 8 квітня 1912 року.
Весілля 20-річної принцеси Єлизавети та 34-річного графа Вальдбурга відбулося 19 вересня 1912 у Нідервальзеє. Шлюб не був політичним союзом і був укладений через кохання. Наречений не мав ані грошей, ані власності. У подружжя народилося четверо дітей.
У віданні пари знаходився родинний замок Георга Гогенемс, а перед народженням первістка, 28 квітня 1913, він придбав замок Сюргенштайн.
У вільний час Єлизавета полюбляла займатися живописом.
Померла від пневмонії у віці 38 років у замку Сюргенштайн. Поховали графиню на цвинтарі Марія-Танн.

## Нагороди
Орден Зіркового хреста (Австро-Угорщина).

## Родина

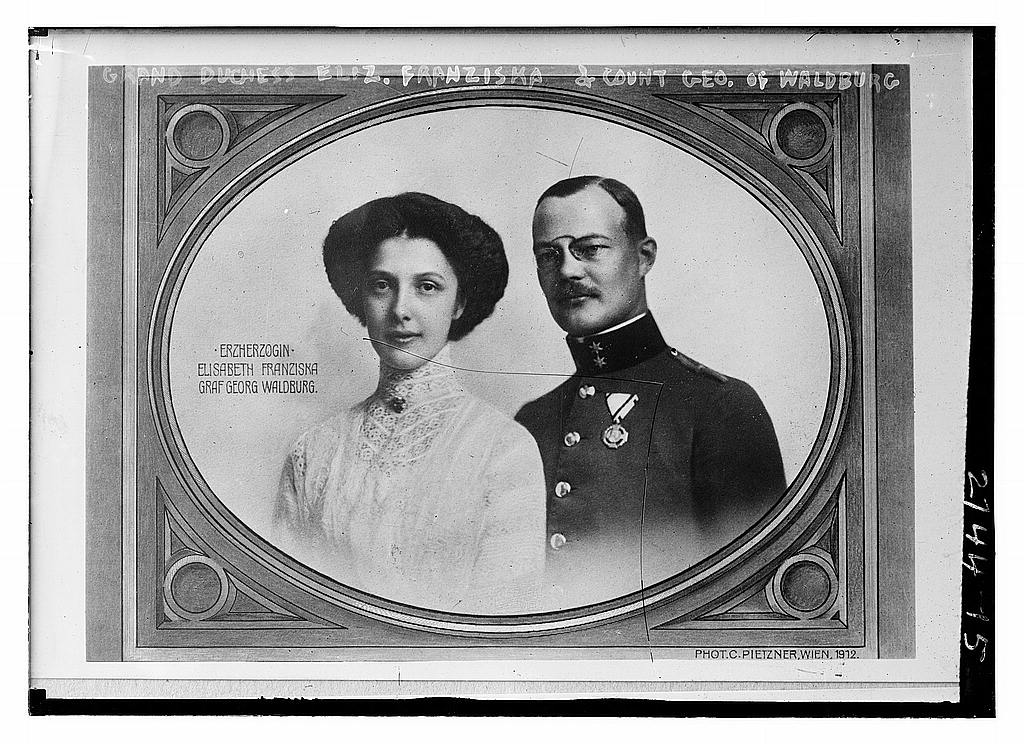
Єлизавета із чоловіком

Чоловік — Георг фон Вальдбург Зайль та Гогенемс
Дітиː
- Марія Валерія (1913—2011) — дружина ерцгерцога Георга Австрійського, мала дев'ятеро дітей;
- Клементина (1914—1941) — одружена не була, дітей не мала;
- Єлизавета (1917—1979) — одружена не була, дітей не мала;
- Франц Йозеф (нар.1927) — граф фон Вальдбург цу Зайль унд Траухбург, одружений із графинею Прісциллою фон Шенбон-Візентайд, має семеро дітей.